# Transfectie

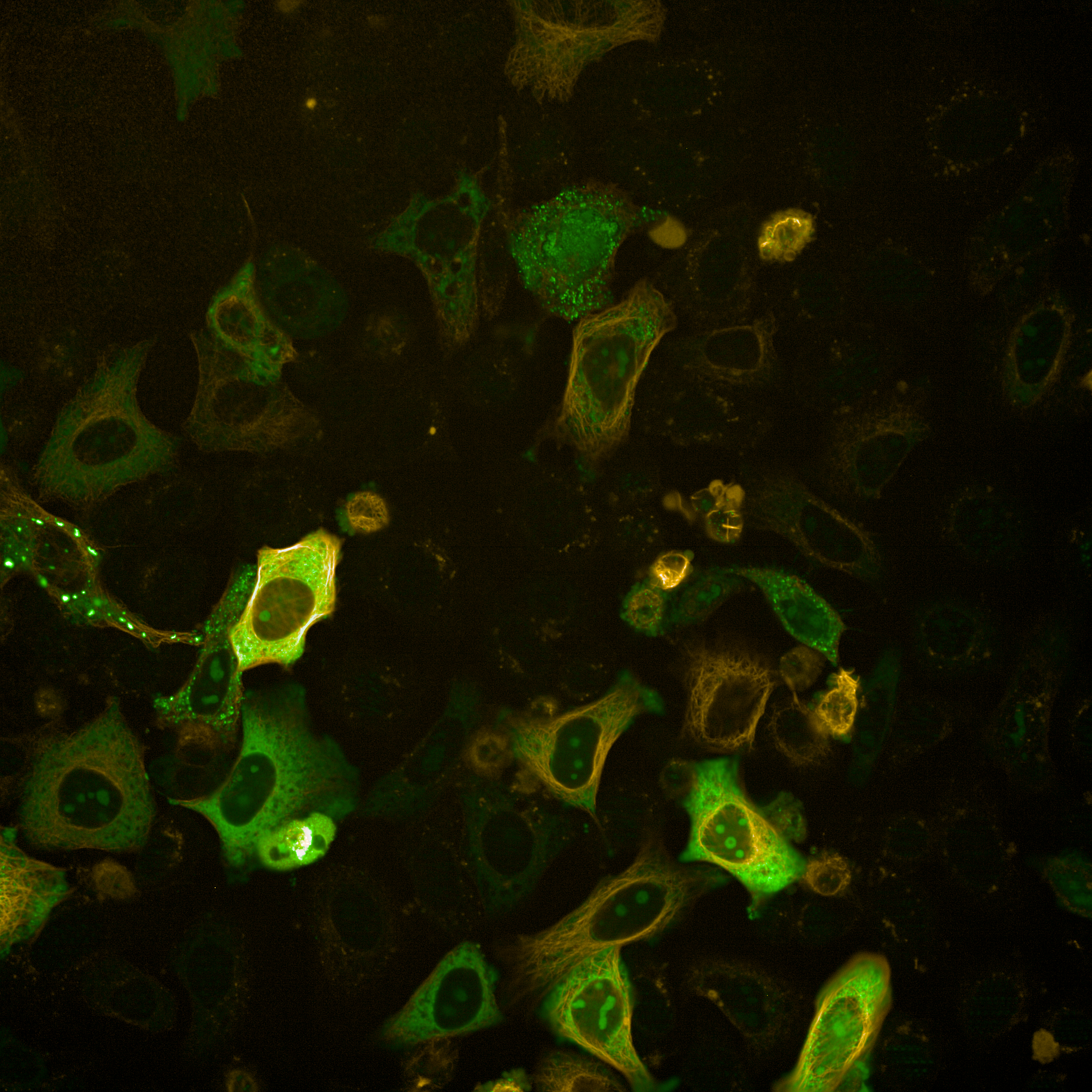
HeLa-cellen die getransfecteerd zijn met een stukje DNA dat codeert voor GFP

Transfectie is een moleculair-biologische laboratoriumtechniek waarbij een fragment DNA of RNA in een gekweekte cel wordt geïntroduceerd. Het stukje DNA of RNA bevat instructies om celprocessen te manipuleren; DNA bevat bijvoorbeeld informatie voor de aanmaak van een recombinant eiwit, en RNA kan de expressie van genen stilleggen of juist stimuleren. Op deze manier kan men cellen een product van interesse laten aanmaken, of heel precies de biochemie van een cel onderzoeken.
Om een vreemd stukje nucleïnezuur in gekweekte cellen te krijgen, moeten speciale methoden worden gebruikt. Cellen kunnen permeabel worden gemaakt door elektroporatie, micro-injectie of sonicatie. Ook worden er chemische methoden aangewend, bijvoorbeeld door het fragmentje DNA of RNA te vermengen met kationische lipiden, die een blaasje (liposoom) rond het fragmentje vormen en vervolgens gemakkelijk fuseren met de celmembranen. Deze laatste transfectiemethode is zeer efficiënt, en wordt soms lipotransfectie genoemd.
De term transfectie is een vlechtwoord van trans- en infectie. Transfectie verwijst in de moderne moleculaire biologie naar het introduceren van een gezuiverd stukje genetisch materiaal in eukaryotische cellen (veelal dierlijke cellen); wanneer men bacteriële cellen gebruikt, wordt gesproken van transformatie. Als men gebruikmaakt van een virale vector om DNA in eukaryotische cellen te brengen, spreekt men van transductie. Wanneer het stukje DNA integreert in het genoom van de cel, spreekt men van een stabiele transfectie.